# 奥龙特斯河刺鯿
奥龙特斯河刺鯿（学名：Acanthobrama orontis）為輻鰭魚綱鯉形目雅羅魚科刺鯿屬的其中一種，分布於亞洲土耳其阿達納省淡水流域，體長可達15.6公分，棲息在底中層水域，生活習性不明。

## 扩展阅读
維基物種上的相關：奥龙特斯河刺鯿